# Hishimonoides miaolingensis
Hishimonoides miaolingensis är en insektsart som beskrevs av Li och Zhang 2006. Hishimonoides miaolingensis ingår i släktet Hishimonoides och familjen dvärgstritar. Inga underarter finns listade i Catalogue of Life.